# Johan Henrik Emil Fredholm
Johan Henrik Emil Fredholm, född 28 juni 1826 i Lidköping, död 16 juni 1877 i Svenljunga, var en svensk apotekare och porträttmålare.
Han var son till handlaren Johan Fredholm och Amalie Dorothea Middeldorph. Fredholm var verksam som apotekare på ett flertal platser i Sverige och var innehavare av apoteket i Trosa 1855-1863. Som konstnär var han huvudsakligen verksam som porträttmålare; han fick av kung Oscar I tillstånd att från dennes enskilda samling kopiera Anthonis van Dycks självporträtt.